# Мемоар от костурско-леринско-кайлярската емиграция в София
„Мемоарът от костурско-леринско-кайлярската емиграция в София“ е документ на емигрантите от Костурско, Леринско и Кайлярско, изпратен до правителството на Иван Евстратиев Гешов на 23 април 1913 година. „Мемоарът“, публикуван в навечерието на Междусъюзническата война, има за цел да повлияе на българския кабинет да не сключва териториални сделки със съюзника си Гърция и да не изоставя трите югозападни, окупирани в течение на Балканската война от Гърция и населени с българи покрайнини.

## Подписали
Мемоарът е подписан от видни български общественици, учени и революционери от трите околии, сред които Никола Юруков, виден архитект и деец на ВМОРО, Никола Милев, виден историк, публицист и дипломат, Лазар Киселинчев, войвода на ВМОРО, Григор Бакрачев, революционер и икономист, Кузман Чеков, войвода на ВМОРО, Наум Христов, Благой Димитров и Филип Манолов, видни просветни дейци и Никола Благоев, историк, юрист и политик.
| Околия    | Име                    | От             |
| --------- | ---------------------- | -------------- |
| Костурско | д-р Динов              |                |
|           | архитект Никола Юруков | Лобаница       |
|           | Ив. Наумов             |                |
|           | Лазар Киселинчев       | Косинец        |
|           | Хр. Н. Димитров        |                |
|           | Григор Бакрачев        | Вишени         |
|           | Никола Милев           | Мокрени        |
| Леринско  | Наум Христов           | Горно Неволяни |
|           | Хр. Георгиев           |                |
|           | Н. Нацев               |                |
|           | Кузман Чеков           | Горно Върбени  |
| Кайлярско | Благой Димитров        | Емборе         |
|           | Филип Манолов          | Емборе         |
|           | Никола Благоев         | Ракита         |